# Kane Hodder

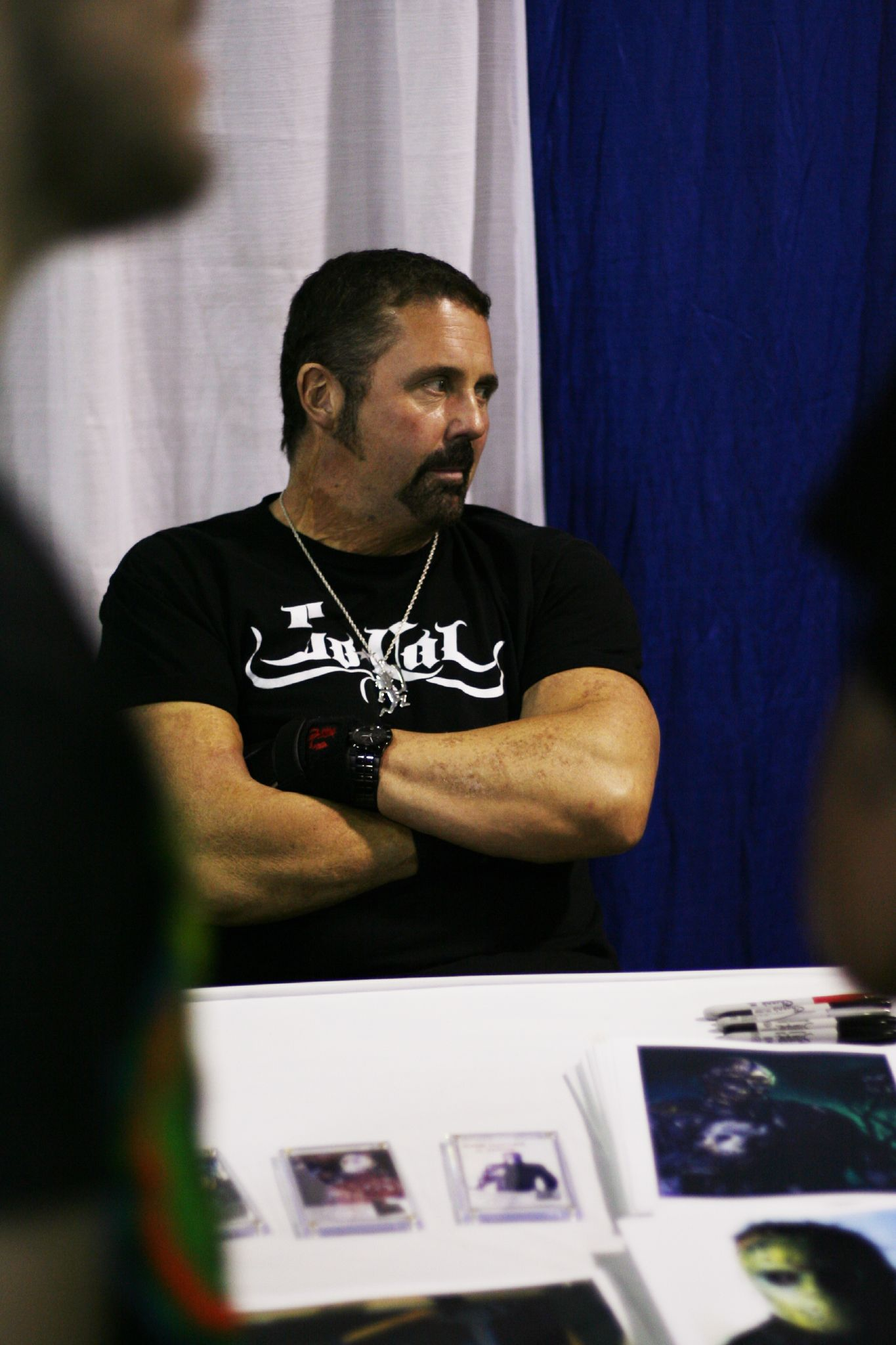
Kane Hodder

Kane Warren Hodder, född 8 april 1955 i Auburn, Kalifornien, USA är en amerikansk skådespelare och stuntman.
6' 2½" (189 centimeter) lång, och mest känd för sin roll som Jason Voorhees i filmserien Fredagen den 13:e.
Han har även gestaltat Leatherface när han gjorde stuntscener till Leatherface: Texas Chainsaw Massacre III, och Freddy Krueger, i varje fall dennes arm, när den dyker upp nerifrån jorden med rakbladshandske och sliter tag i Jasons mask i slutscenen av Jason Goes To Hell. Han har ordet "KILL!" tatuerat på insidan av underläppen.
Har två söner: Jace och Reed.

## Filmer i urval
- 1987 – Upplopp i Creedmorefängelset
- 1987 – Jakten på kraniet
- 1987 – Titta vi spökar
- 1988 – Fredagen den 13:e del 7 - The New Blood
- 1989 – Fredagen den 13:e del 8 - Jason Takes Manhattan
- 1993 – Jason Goes To Hell
- 1997 – Wishmaster
- 2001 – Jason X
- 2003 – Monster
- 2003 – Daredevil
- 2003 – DarkWolf
- 2005 – The Last Horror Picture Show
- 2006 – Room 6
- 2006 – Hatchet
- 2007 – Ed Gein: The Butcher of Plainfield
- 2008 – B.T.K
- 2010 – Hatchet II
- 2013 – Hatchet III
- 2014 – Love in the Time of Monsters